# Sophie Wilhelmine Scheibler
Sophie Wilhelmine Scheibler (vollständiger Name: Anna Sophia Wilhelmina Scheibler, geborene Koblanck, * um 1749; † vor 1829) war eine deutsche Kochbuchautorin, die im Brandenburger Raum die gleiche Popularität hatte wie Henriette Davidis in Mittelwestfalen. Ihre genauen Lebensdaten sind nicht bekannt.

## Familie
Wilhelmine Koblanck war die Tochter des Stadt- und Amtschirurgus zu Berlin David Balthasar Koblanck und seiner Ehefrau Charlotte Helene, geborene Müller. Sie heiratete 1776 Bernhard Wilhelm Scheibler (1743–1805), den Sohn von Wilhelm Wimar Gerhard Scheibler (1715–1803), Bruder des Gründers der Monschauer Tuchfabrikation Johann Heinrich Scheibler und der 1757 durch Friedrich II. als Leiter der Kgl. Tuchfabrik nach Berlin berufen worden war. Ihr Sohn Friedrich August Theodor war der Vater des Chemikers Carl Scheibler. Ihre Enkelin Emma war die Großmutter des bekannten Landschaftsmalers Max Clarenbach. Einer ihrer Neffen war David Emilius Heinrich Koblank.

## Hauptwerk

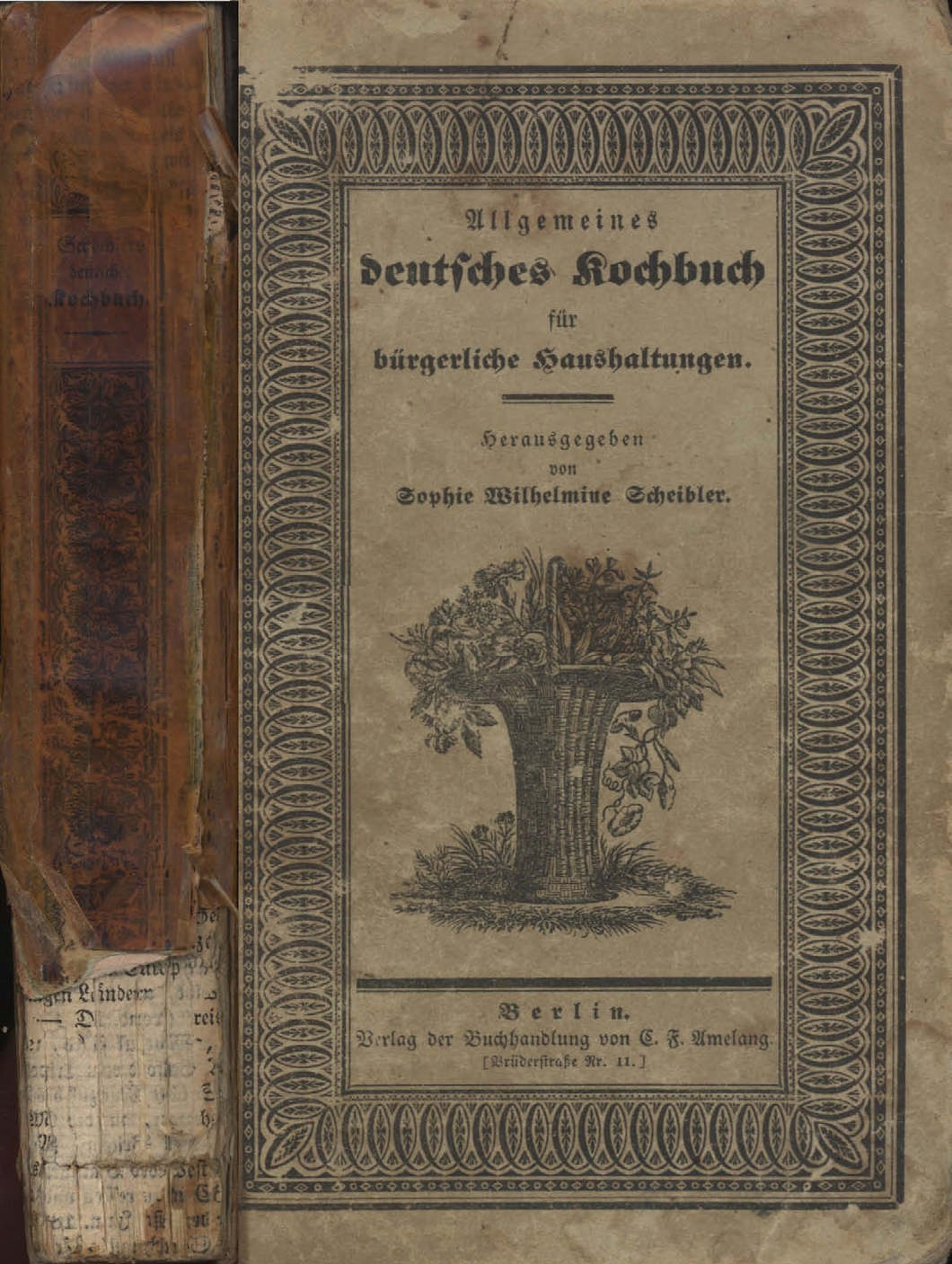
Einband Allgemeines Deutsches Kochbuch

1815 wurde das bekannte Kochbuch „Allgemeines deutsches Kochbuch für bürgerliche Haushaltungen“ im Verlag Amelang Berlin erstmals aufgelegt. Es erlebte danach viele Nachauflagen, allerdings gab es auch ebenso viele Plagiate. Im Jahre 1828 wurde ein zweiter Teil herausgebracht, der eine eigene Auflagenzählung hatte.
Nach der 12. Auflage des ersten und der 5. Auflage des zweiten Teils wurden ab 1853 beide Teile als ein Buch mit der Auflagenzählung des ersten Teils (also die 13.) unter dem Titel Allgemeines deutsches Kochbuch für alle Stände verlegt. Ab der 28. Auflage von 1883 verwendete der Amelang Verlag auf dem Buchtitel oft die Wendung „Scheibler’s Kochbuch“ oder auch nur „Scheibler“ und führte den Originaltitel nur noch innen auf dem Deckblatt. Dieser veränderte sich aber über die Jahre nicht und wurde dann auch nach Ablauf des Urheberrechts von den Konkurrenzverlagen verwendet. Sogar der renommierte Killinger Verlag, der sonst nur Fachbücher für professionelle Köche herausbrachte, verlegte eine eigene Ausgabe des Scheibler’schen Kochbuches.
Das Interesse am Werk verlor sich urplötzlich. Nachdem der Amelang Verlag 1927 die 47. Auflage herausgab, druckte man 50 Jahre lang keine weiteren Exemplare – auch nicht in anderen Verlagen. 1977 verlegte Weltbild dann den ersten Nachdruck, dem etliche folgen sollten. Bis heute werden Reprints des Buches gedruckt.

### Plagiat
„1839 erschien ein „Neuestes vollständiges Berliner Kochbuch für bürgerliche Haushaltungen von Marie Schreiber“. Druck und Verlag von Wilhelm Pohl. Dieser setzte die erste Auflage zum Teil ab und überließ den Rest der Exemplare und sein Verlagsrecht käuflich an den Berliner Buchhändler Crantz. Dieser machte, ohne neue Exemplare drucken zu lassen, zu den ihm abgetretenen Exemplaren ein Vorwort und ein neues Titelblatt, welches das Werk als „Allgemeines deutsches Kochbuch für bürgerliche Haushaltungen von Marie Schreiber“ und als zweite, unveränderte, im Verlag des Crantz 1840 erschienene Auflage bezeichnet. Amelang sah dieses Werk als Nachdruck seines Verlagsartikels an und klagte gegen Pohl und Crantz beim Berliner königlichen Kriminalgericht. In dem eingeleiteten Skrutinalverfahren bestritten beide Beklagten, die früher bei Amelang angestellt waren, dass ihr Kochbuch nachgedruckt sei. Pohl insbesondere behauptete, er selbst habe sowohl das bei Amelang erschienene Scheiblersche Kochbuch stilisieren helfen, als auch das Schreibersche Kochbuch verfaßt und den Namen Maria Schreiber nur erdichtet. Das königliche Kriminalgericht verlangte von dem literarischen Sachverständigen-Verein ein Gutachten darüber: ob die erste und zweite Auflage des Kochbuches der angeblichen Marie Schreiber ein Nachdruck des Scheiblerschen Kochbuches sei. Der genannte Verein entschied sich am 16. Sept. 1840 einstimmig dafür.“

## Publikation
- Allgemeines deutsches Kochbuch für bürgerliche Haushaltungen. 5. Auflage. 1823; archive.org.
- Allgemeines deutsches Kochbuch für alle Stände. 17. Auflage. 1866; archive.org.